# 561
561(오백육십일)은 560보다 크고 562보다 작은 자연수다.

## 수학
- 합성수로, 그 약수는 1, 3, 11, 17, 33, 51, 187, 561이다. 진약수의 합은 303이므로, 561은 부족수다.
- 67번째 쐐기수다. 앞의 쐐기수는 555, 다음 쐐기수는 574다.
  - 18번째 홀수 쐐기수다. 앞의 홀수 쐐기수는 555, 다음은 595다.
- 33번째 삼각수다. 앞의 삼각수는 528, 다음 삼각수는 595다.
- 11번째 십이각수다. 앞의 십이각수는 460, 다음은 672이다.
- 가장 작은 카마이클 수이자, 유일한 세 자리 카마이클 수다. 다음 카마이클 수는 1105다. (OEIS의 수열 A002997)
- {\displaystyle 561=2^{9}+7^{2}}
- {\displaystyle 67^{2}-1}은 561로 나누어떨어진다.

## 과학
- NGC 561(영어판): 안드로메다자리 방향에 있는 막대나선은하.
- 561 잉벨데(영어판): 소행성.

## 교통
- 현도 제561호선

## 군사
- U-561(영어판, 독일어판): 제2차 세계 대전에 사용된 나치 독일의 군용 잠수함.

## 문화유산
- 대한민국의 보물 제561호: 금영 측우기

## 기타
- 연도: 561년, 기원전 561년